# Luceria bipartita
Luceria bipartita là một loài bướm đêm trong họ Erebidae.